# Stazione di Rapallo
Stazione di Rapallo vasútállomás Olaszországban, Rapallo településen.

## Vasútvonalak
Az állomást az alábbi vasútvonalak érintik:
- Pisa–La Spezia–Genova-vasútvonal

## Kapcsolódó állomások
A vasútállomáshoz az alábbi állomások vannak a legközelebb:
- Stazione di San Michele di Pagana
- Stazione di Zoagli